# Грачёвское сельское поселение (Ростовская область)
Грачевское сельское поселение — муниципальное образование в Боковском районе Ростовской области.
Административный центр поселения — хутор Грачёв.

## Состав сельского поселения
| № | Населённый пункт | Тип населённого пункта        | Население |
| - | ---------------- | ----------------------------- | --------- |
| 1 | Грачёв           | хутор, административный центр | ↘911      |
| 2 | Козырёк          | хутор                         | ↘42       |
| 3 | Лиховидовский    | хутор                         | ↘249      |
| 4 | Разметный        | хутор                         | ↘2        |

## Население
| 2010  | 2012  | 2013  | 2014  | 2015  | 2016  | 2017  | 2018  | 2019  |
| ----- | ----- | ----- | ----- | ----- | ----- | ----- | ----- | ----- |
| 1204  | ↘1167 | ↘1148 | ↘1108 | ↗1133 | ↘1121 | ↘1104 | ↘1098 | ↘1065 |
| 2020  | 2021  |       |       |       |       |       |       |       |
| ↘1059 | ↘1038 |       |       |       |       |       |       |       |